# Faaite
Faaite, o Faaiti, è un atollo appartenente all'arcipelago delle isole Tuamotu nella Polinesia francese.
Si trova 60 km a nord di Anaa e la superficie totale è di 230 km². Le terre emerse coprono una superficie di 8,87 km². Nel punto più ampio misura una lunghezza è di 28 km e una larghezza di 10,5 km.
Faaite presenta una laguna interna collegata da un canale navigabile verso l'oceano. Il villaggio principale è Hitianau, con una popolazione totale di 246.

## Storia
Il primo contatto europeo fu con John Turnbull nel 1802.
L'esploratore russo Fabian Gottlieb von Bellingshausen visitò Faaite nel 1820 a bordo delle navi Mirni e Vostok. Ribattezzò l'atollo con il nome di Miloradovich.